# 姉ログ 靄子姉さんの止まらないモノローグ
『姉ログ 靄子姉さんの止まらないモノローグ』（あねログ もやこねえさんのとまらないモノローグ）は、田口ケンジによる日本の漫画。『週刊少年サンデー』（小学館）にて、2012年42号から2016年21号まで連載された。

## 概要
DCDに続く田口ケンジの代表作。同作者が得意とするブラコン要素をふんだんに取り入れ、「弟のことを『姉に恋するあまりに欲情する変態』
と思い込む姉が、弟のあらゆる策謀から逃れるべく、さまざまな妄想に駆られて周囲をトラブルに引き込んでいく」という
日常を描いたコメディ作品。
作者の田口によれば、もともとインターネット上のイラスト投稿サイトにアップする目的で、
趣味の一環としてプロットを書きとめていたところ担当編集の目に留まり、構想から10日で週刊誌連載が決まったという。
内容は、主に高等学校を舞台としている。
2014年3月の時点で、登場人物が進級したり年齢を重ねることのない「サザエさん時空に突入した」と表明した作者は、その理由について「後輩より先輩たちを残したい、僕の年上好きたる所以」と評している。また、登場人物の氏名には「靄」「輝」「かすみ」など気象や天候に関連したものを付けている。
2014年9月18日には、単行本のDVD付き特別版としてのOVAが発売された。
また、「『汚物は消毒です』1巻発売記念特別編」としてサンデーうぇぶりでコラボ漫画が掲載、
『汚物は消毒です』5巻に収録された。

## 登場人物
担当声優はドラマCD版・ファンディスク版・OVA版共通のもの。

### メインキャラクター
近衛 靄子（このえ もやこ）
声 - 小清水亜美
本作の主人公。高校2年生。12月6日生。身長168cm。
黒髪ロングの巨乳美人。成績優秀、スポーツ万能、クラス委員を務めるなど人望が厚く、周囲の男子生徒から幾度もラブレターを送られるなどしている（香澄曰く「弟のことしか見えていない」ため、ことごとくスルーしている）。一方で、弟を「姉に恋する変態」と思い込み、妄想をめぐらせ奇行に走る残念な性格の持ち主。生徒会長のふぶきからは「弟は姉に恋する変態というが正反対ではないか」と看破されている。特技は料理の一気食い。
両親が海外赴任で不在の近衛家で弟と二人で暮らしており、家事全般も担っている。そのため料理は得意で、友人たちにふるまうこともある。サッカーや競馬には当初疎かったが、作中で詳しくなった。またインターネットラジオを聴くのが好きで、夜更かしすることも多い。後にふぶきの後を継いで生徒会長となり、自身の卒業後は風花が生徒会長となった。
近衛 輝（このえ あきら）
声 - 水島大宙 / 幼少期 - 磯村知美（ドラマCD版）、明坂聡美（OVA版）
靄子の弟。高校1年生。3月6日生。身長174cm。
取り立てて特徴のない性格。幼少の頃に「お姉ちゃんと結婚する」と発言したことが、後の姉の暴走を巻き起こすこととなる。中性的な顔立ちの持ち主で化粧をすれば女子と見分けがつかない。姉のことを慕っているが、当然恋愛感情は皆無である。
姉と過ごしてきたこともあってか女性慣れしており、自分以外すべて女という状況でも特に動じることがない。家事は姉がやる場合が多いが、両親不在のため自身もある程度はできる。一方で学業成績はいまいち振るわない様子である。
アキラちゃん
輝が文化祭のイベント「男の娘コンテスト」に出場するために女装したバージョン。そうとは知らない陽平からは本物の女子と勘違いをされ、靄子からは「新たな性癖に目覚めた」と警戒されている。
ダーク輝（ダークあきら）
靄子の妄想の中の存在で、この物語の影の主役。真正のシスコンかつ変態であり、姉を落とす野望のために日夜暗躍する。一方で会長のふぶきのことは思考や行動パターンが読めずに警戒している。
黒瀬 香澄（くろせ かすみ）
声 - 明坂聡美
靄子の幼馴染で、輝に対しても「アキ」と呼び弟分としてみている（輝も「香澄」と呼び捨てにしている）。高校2年生。7月14日生。身長158cm。
ボーイッシュな性格をしており、作中では主に靄子の妄想のツッコミ役を担っている。また、靄子にライバル心を燃やす雪乃や、母娘ともどもアニメオタクのブリサについても、ツッコミ役を担うことがある。
靄子の妄想癖に幼少から付き合わされ、呆れながらも「親友を更生させることが使命」と語るなど義理堅い。大学進学についても靄子と同じ大学を希望しつつも学力が伴わないことに悩んでいたが、猛勉強の末に合格した。

### 私立晃天学園の生徒
冴木 風花（さえき ふうか）
声 - 本多真梨子
輝のクラスメイト。高校1年生。12月29日生。身長161cm。
表情に乏しく周囲からは不良とみなされているが、靄子を理想の姉として尊敬している。父親が再婚し颯太という義理の弟ができたが、姉としての経験がないことから靄子の発言を記したメモ帳を持参し密かに勉強している。一方でふぶきは「完璧超人すぎる」点と「弟の差」から参考にしていない。蹴り技を得意としており陽平をサンドバッグ代わりにしているが、攻撃を決める度にコマの脇には対戦格闘ゲームのコマンドのようなものが表示される。
後にふぶき、靄子の後を継いで生徒会長となった。
福山 陽平（ふくやま ようへい）
声 - 木村昴
輝のクラスメイト。高校1年生。5月5日生。身長183cm。
輝とは中学校以来の付き合いで、人気者の姉目当てで輝にすり寄る男が多い中、露払いのような役割も担っていた。チャラチャラした風貌の陽気な性格の不良。自身では「ちょいワル要素もあるイケメン」と評しているが、輝からは過大評価のし過ぎと突っ込まれている。風花の蹴り技の犠牲になるのがお決まりだが、彼女に気があるような描写も多い。年相応に恋人を欲しがっているが、同世代からは全くモテない。一方で女児とお年寄りからはなぜかモテる。
後に福山ヨーヘイ名義で『主役になれなかった漢たち』『愛はコンビニじゃ買えない』等の著作を持つ、らしい。
五十嵐 歩（いがらし あゆみ）
輝のクラスメイト。高校1年生。11月9日生。身長147cm。
「苗字が強そうだから」という理由でクラス委員に選ばれた。自らを平凡な性格の無個性なモブキャラと称し、おどおどした態度をとるが無意識に毒舌を吐く一面もある。クラスメイトと一触即発の状況だった風花を無意識の毒舌を使ってフォローしたことをきっかけに彼女と打ち解けている。福山と雷斗と輝の絡みに、あらぬ妄想を抱いて赤面するなどやや腐女子の面がある。
梅比良ブリサ（うめひら ブリサ）
声 - 悠木碧
靄子のクラスメイト。高校2年生。4月25日生。身長163cm。
帰国子女のハーフ。金髪が特徴。明るいムードメーカー的な存在だが日本のアニメや漫画を熱烈に愛好するオタクでもある。身近にオタク趣味の分かる友人がいないため香澄を趣味の世界に引き込もうとするが、毎回のように断られている。イングランドにルーツを持つが、名前の「ブリサ」はスペイン語で「そよ風」の意。
夢は漫画家になることで、近衛姉弟をモデルにした「姉物語」をコミック大賞に投稿。大学進学と同時に新連載「姉サンデー」を持つなど、腕は確かなようである。
千厩 雪乃（せんまや ゆきの）
靄子の自称ライバル。高校2年生。2月22日生。身長157cm
千厩グループの令嬢。学業で靄子に競り負け万年2位の座に甘んじていることからライバル視し、何かと対抗しようとするが常に失敗に終わる残念な令嬢。靄子に勝つために輝に近づき、香澄も含めて関わりを持つようになる。一方で靄子のことは認めており、祖母や取り巻きが靄子を侮辱した際は怒りをあらわにした。靄子が体調不良の時に一度だけ期末テストで勝利するが、順位にこだわりを見せない靄子に納得がいかず、ついに二人は顔を合わせることとなる。その時のやり取りから以降は親友として接し、海外旅行に連れ出すなどしている。
また父が馬主であり、センマヤユキノヒメという馬を所有しているが、モヤモヤネーサンという靄子を彷彿させる馬に苦杯を舐め続けている。作中人物は前述の通り季節が変わっても年を取らないが、競馬界はなぜか1年が経過しており、同馬は4歳で迎えたジャパンカップを最後にモヤモヤネーサンと共に引退。このレースでは先着できた。他にも自身の乗用馬としてセンマヤユキノオー等も登場している。
十全 ふぶき（じゅうぜん ふぶき）
声 - 大原さやか
生徒会長。高校3年生。1月1日生。身長174cm。
銀髪ロング、容姿端麗で頭脳明晰。靄子と双璧を成す姉御肌の人物で人望が厚く「学園の姉」と呼ばれている。その一方で「学園生活は愉しければそれでいい」との信条を持ち、「姉力」という謎の価値観を提唱している。また、不良グループを瞬殺する戦闘力を併せ持つ。幼少時と入学試験時に輝と会っており、特に気にかけているようである。一方で実弟の雷斗のことは「反抗期で嫌われている」と思っており想いに気づいていない。近衛姉弟と接する中のふとしたことで弟の想いに気づきかけるが、今度はそのツンデレ要素にイライラすることになる。
卒業後の進路として「お嫁さん」なども候補にあったようだが、宇宙飛行士になるためアメリカ留学していった。
下田 優里（しもだ ゆり）
生徒会の書記。高校2年生。10月1日生。身長155cm。
会長のふぶきに心酔する眼鏡っ娘。学業は靄子、雪乃に次ぐ成績3位だが、意外にスポーツも得意。ふぶきに傾倒するあまり靄子を尾行するが、動きを察知した靄子に制圧され腰を抜かした。後に生徒会副会長となり、靄子を支えた。
安曇 直（あずみ なお）
陸上部の特待生。高校2年生。10月10日生。身長156cm。
靄子の運動神経に注目し、ライバル視している。かなりの筋肉フェチでもあり、靄子の身体を間近で見た際は鼻の下を伸ばして興奮していた。作者好みのデザインとのことだが、一方的に靄子を気にしているだけで他のキャラとの関わりも無く、214話を最後に登場しなくなった。

### 私立晃天学園の教員
東雲 柳太郎（しののめ りゅうたろう）
靄子のクラスの担任。6月28日生の25歳。身長187cm。
イケメンで女子生徒の人気も高い。教師として有能だが、一方で女子生徒が仲睦まじく触れ合う光景を傍から眺め、百合妄想にふけることに至福の喜びを感じる残念な性格の持ち主。
南波 渚（ななみ なぎさ）
輝のクラスの担任。7月20日生の25歳。身長166cm。
水泳部の顧問を務め生徒から慕われている。東雲とは学生時代からの友人であり彼の性癖の突っ込み役でもある。
学生時代から、東雲に密かな好意を寄せている。東雲から告白を承諾して交際を経た後、最終話では結婚して妊娠している様子が描かれる。

### その他
ブリサママ
ブリサの母。4月18日生の38歳。身長167cm。
名前は「アウラ」で、ラテン語で「そよ風」の意。ブリサと同様に二次元オタクであり、彼女を筋金入りのオタクに仕込んだ人物。夫と結婚した理由を「名作アニメの登場人物に声がそっくりだったから」としている。
冴木 颯太（さえき そうた）
風花の義弟。小学6年生。9月21日生。身長147cm。
風花のことは「風花さん」とさん付けでよんでいるが、彼女からは「フーカ姉」と呼ぶように言われている。親同士が再婚してからまだ間がないのか、お互いぎこちない関係にある。
西 しぐれ（にし しぐれ）
メイド喫茶の店長。8月22日生の25歳。身長157cm。
メイド喫茶「ぷれしゃす☆カフェ」の店長。東雲や渚とは同級生で、二人の関係を見守っている。
十全 雷斗（じゅうぜん らいと）
ふぶきの弟。風見鶏高校2年。4月1日生。身長178cm。
一見するとクールなイケメンで、事実多くの女性に言い寄られている。しかしその正体は姉に恋する真性のシスコンであり、一時は姉を忘れようと靄子に接近するが、近衛姉弟の姿を見て「改心」したらしく、元のシスコンに戻った。以後は輝と友人同士となり、近衛姉弟と十全姉弟の4人での行動も増え、姉との関係もいろいろあってかなり改善された模様。
高校卒業後は自分磨きのために世界中を放浪している。
近衛 霧子（このえ きりこ）
近衛姉弟の母。無口で無表情だが、内心では我が子を溺愛する妄想母さん。
仕事で海外に長期出張中の商社ウーマンだが、休暇を取って一時帰国する形で登場。靄子は母に似ている部分が多く、家事技能の他、作品の要であるその妄想力も彼女譲りのようである。

## 書誌情報
- 田口ケンジ 『姉ログ 靄子姉さんの止まらないモノローグ』 小学館〈少年サンデーコミックス〉、全12巻
  1. 2013年5月18日発売[小 1] ISBN 978-4-09-124308-9
  2. 2013年9月18日発売[小 2] ISBN 978-4-09-124385-0
    - ドラマCD付き特別版 ISBN 978-4-09-159162-3

  3. 2013年12月18日発売[小 3] ISBN 978-4-09-124513-7
  4. 2014年4月18日発売[小 4] ISBN 978-4-09-124623-3
  5. 2014年9月18日発売[小 5] ISBN 978-4-09-125105-3
    - OVA付き限定版 ISBN 978-4-09-941836-6

  6. 2014年12月18日発売[小 6] ISBN 978-4-09-125398-9
    - OVA付き限定版 ISBN 978-4-09-941851-9

  7. 2015年4月17日発売[小 7] ISBN 978-4-09-125833-5
    - OVA付き限定版 ISBN 978-4-09-941853-3

  8. 2015年7月17日発売[小 8] ISBN 978-4-09-126194-6
  9. 2015年10月16日発売[小 9] ISBN 978-4-09-126470-1
  10. 2016年3月18日発売[小 10] ISBN 978-4-09-126826-6
  11. 2016年5月18日発売[小 11] ISBN 978-4-09-127166-2
  12. 2016年6月17日発売[小 12] ISBN 978-4-09-127237-9

## ドラマCD
単行本2巻の特別版としてオリジナルのドラマCD付きのものが発売されている。
担当声優
主要担当声優は上述。ここではそれ以外のキャラについて記す。
- 橋本真帆（橋本真帆 役）
- 家中宏（コバセン・サッカー解説 役）
- 山口正秀、庄子裕衣、仲谷明香、はまび、久岡直洋、猪間勇輝、早良、梅村あかね、秋月美穂

スタッフ
- 製作 - オペラハウス
- 音響製作 - ダックスプロダクション
- 音響監督 - 川添憲五
- 音楽 - 村田祐一
- 脚本 - 山吹亜理沙

## ファンディスク
アニメイトのレーベル「あにぷぅ」より『姉ログ 靄子姉さんの本編を飛び出しても止まらないモノローグ』のタイトルで2014年4月18日に発売。内容は本編の6話分のエピソードなどをFlashアニメ化したもので、担当声優はドラマCD版に準じている。

## OVA
『週刊少年サンデー』において連載中の7作品を連続OVA化するアニサン企画の一つとして第5巻コミックス同梱版OVAが2014年9月18日に発売。担当声優についてはドラマCD版・ファンディスク版と共通のものとなっている。ナレーションは大原さやか。
なお2015年10月27日より3週にわたり、TOKYO MX『アニサン劇場』枠にてテレビ放映が行われた。

### スタッフ
- 原作 - 田口ケンジ
- 監督 - 市村徹夫
- シリーズ構成・脚本 - 高橋ナツコ
- キャラクターデザイン - 伊藤依織子
- 美術監督 - 小倉宏昌
- 色彩設計 - 大塚奈津子
- 撮影監督 - 萩原猛夫
- 編集 - 内田恵
- 音楽 - クラーク・ビショップ
- 音楽プロデューサー - 田井モトヨシ
- 音楽制作 - ミラクル・バス
- 音響監督 - 山田陽
- 音響効果 - 山谷尚人
- 音響製作 - サウンチーム・ドンファン
- プロデューサー - 鳥光裕、後藤政則
- アニメーションプロデューサー - 齋藤弥生
- アニメーション制作 - ブレインズ・ベース
- 製作 - アニサン製作委員会

### 主題歌
OVA
エンディングテーマ「アネソン 〜靄子姉さんの止まらない妾ソング〜」
作詞 - 田口ケンジ / 作曲 - クラーク・ビショップ / 編曲 - 伊藤翼 / 歌 - 近衛靄子（小清水亜美）
テレビアニメ
オープニングテーマ「天手古舞」
歌 - みみめめMIMI

### 各話リスト
| 話数  | サブタイトル                             | 絵コンテ | 演出     | 作画監督               | 収録巻 |
| ----- | ---------------------------------------- | -------- | -------- | ---------------------- | ------ |
| 第1話 | 私の弟はヘンタイである。                 | 市村徹夫 | 市村徹夫 | 伊藤依織子             | 第5巻  |
| 第2話 | 私の弟は笑えるほどにヘンタイである。     | 金子伸吾 | 三上喜子 | 渡邉亜彩美、川上暢彦   | 第6巻  |
| 第3話 | 私の弟は夏に開放的になるヘンタイである。 | 市村徹夫 | 市村徹夫 | 福世真奈美、伊藤依織子 | 第7巻  |

#### 小学館コミック
1. ↑  “『姉ログ 1』”. 2013年9月21日閲覧。
2. ↑  “『姉ログ 2』”. 2013年9月21日閲覧。
3. ↑  “『姉ログ 3』”. 2013年12月21日閲覧。
4. ↑  “『姉ログ 4』”. 2014年4月19日閲覧。
5. ↑  “『姉ログ 5』”. 2014年9月20日閲覧。
6. ↑  “『姉ログ 6』”. 2014年12月20日閲覧。
7. ↑  “『姉ログ 7』”. 2015年10月16日閲覧。
8. ↑  “『姉ログ 8』”. 2015年10月16日閲覧。
9. ↑  “『姉ログ 9』”. 2015年10月16日閲覧。
10. ↑  “『姉ログ 10』”. 2016年3月18日閲覧。
11. ↑  “『姉ログ 11』”. 2016年5月18日閲覧。
12. ↑  “『姉ログ 12』”. 2016年6月17日閲覧。